# تری فلوپرومازین

تری فلوپرومازین (انگلیسی: Triflupromazine) نوعی داروی آنتی سایکوتیک از گروه فنوتیازین هاست که در موارد تهوع شدید و سکسکه شدید کاربرد دارد.